# Calophasia cana
Calophasia cana là một loài bướm đêm trong họ Noctuidae.